# Mecklenburg County (North Carolina)
Mecklenburg County ist ein County im Bundesstaat North Carolina der Vereinigten Staaten. Im Jahr 2020 hatte das County 1.115.482 Einwohner und eine Bevölkerungsdichte von über 800 Einwohnern pro Quadratkilometer. Der Verwaltungssitz (County Seat) ist Charlotte.

## Geographie
Das County liegt im Südwesten von North Carolina, grenzt im Süden an South Carolina und hat eine Fläche von 1415 Quadratkilometern, wovon 52 Quadratkilometer Wasserfläche sind. Es grenzt im Uhrzeigersinn an folgende Countys: Iredell County, Cabarrus County, Union County, Gaston County und Lincoln County.
Mecklenburg County ist in 15 durchnummerierte Townships aufgeteilt: 1 (Charlotte), 2 (Berryhill), 3 (Steele Creek), 4 (Sharon), 5 (Providence), 6 (Clear Creek), 7 (Crab Orchard), 8 (Mallard Creek), 9 (Deweese), 10 (Lemley), 11 (Long Creek), 12 (Paw Creek), 13 (Morning Star), 14 (Pineville), und 15 (Huntersville).

## Geschichte
Mecklenburg County wurde 1762 aus Teilen des Anson County gebildet. Benannt wurde es, ebenso wie die Bezirkshauptstadt Charlotte, nach Sophie Charlotte von Mecklenburg-Strelitz, der Gattin von König Georg III. von Großbritannien. 1769 wurde Tryon County abgespalten.
Am 19. Januar 1994 wurde zwischen dem deutschen Bundesland Mecklenburg-Vorpommern und dem Mecklenburg County eine Partnerschaftsvereinbarung abgeschlossen.

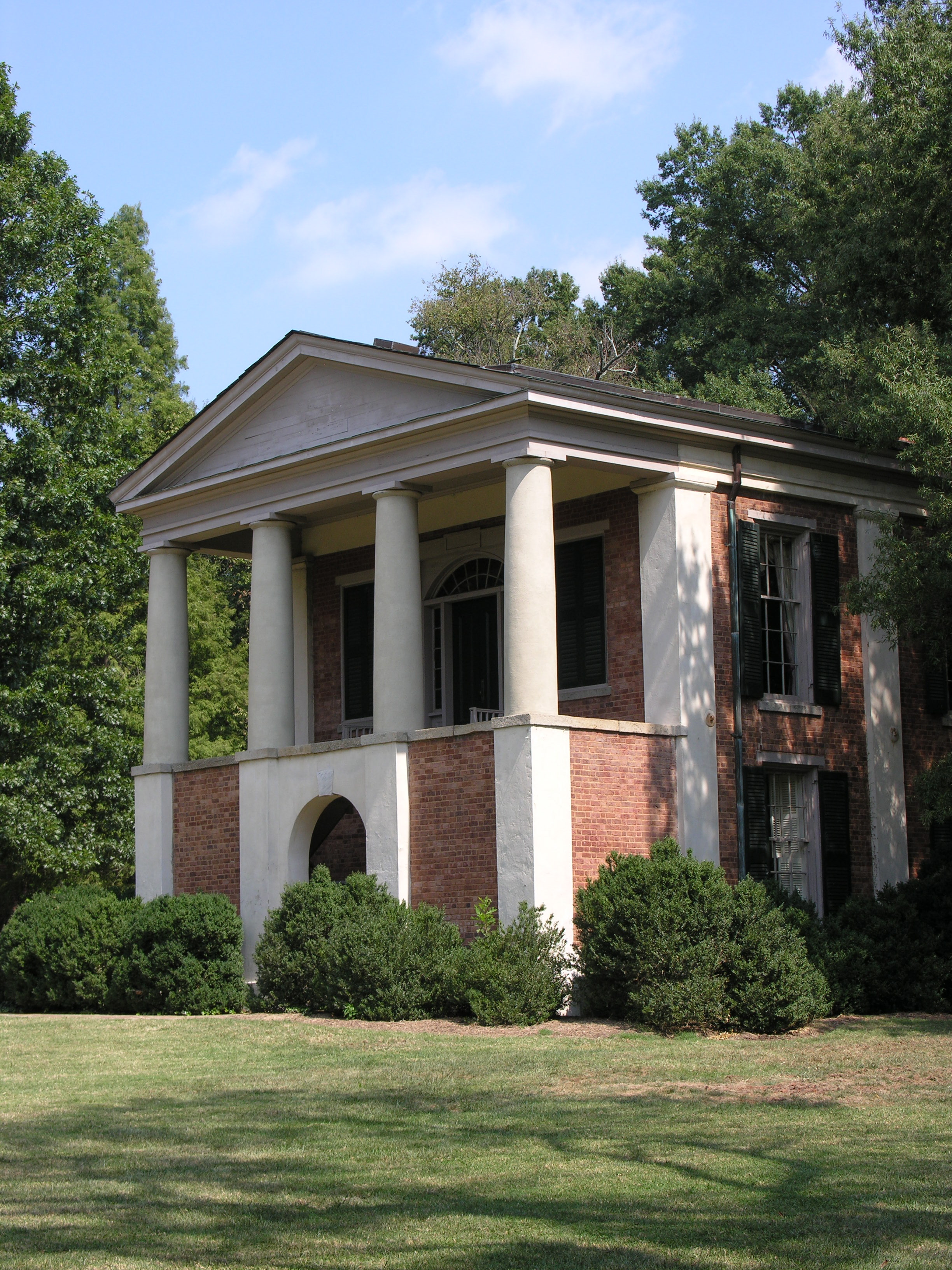
Die Philanthropic Hall, Davidson College (2005) ist einer von 100 Einträgen des Countys im National Register of Historic Places.

100 Bauwerke und Stätten des Countys sind insgesamt im National Register of Historic Places eingetragen (Stand 4. März 2018).

## Demografische Daten
Nach der Volkszählung im Jahr 2000 lebten im Mecklenburg County 695.454 Menschen. Davon wohnten 15.412 Personen in Sammelunterkünften, die anderen Einwohner lebten in 273.416 Haushalten und 174.986 Familien. Die Bevölkerungsdichte betrug 510 Einwohner pro Quadratkilometer. Ethnisch betrachtet setzte sich die Bevölkerung zusammen aus 64,02 Prozent Weißen, 27,87 Prozent Afroamerikanern, 0,35 Prozent amerikanischen Ureinwohnern, 3,15 Prozent Asiaten, 0,05 Prozent Bewohnern aus dem pazifischen Inselraum und 3,01 Prozent aus anderen ethnischen Gruppen; 1,55 Prozent stammten von zwei oder mehr Ethnien ab. 6,45 Prozent der Bevölkerung waren spanischer oder lateinamerikanischer Abstammung.
Von den 273.416 Haushalten hatten 32,1 Prozent Kinder unter 18 Jahren, die bei ihnen lebten. 47,7 Prozent davon waren verheiratete, zusammenlebende Paare, 12,4 Prozent waren allein erziehende Mütter und 36,0 Prozent waren keine Familien. 27,6 Prozent waren Singlehaushalte und in 5,9 Prozent lebten Menschen mit 65 Jahren oder älter. Die Durchschnittshaushaltsgröße betrug 2,49 und die durchschnittliche Familiengröße war 3,06 Personen.
25,1 Prozent der Bevölkerung waren unter 18 Jahre alt. 9,7 Prozent zwischen 18 und 24 Jahre, 36,4 Prozent zwischen 25 und 44 Jahre, 20,3 Prozent zwischen 45 und 64, und 8,6 Prozent waren 65 Jahre alt oder älter. Das Durchschnittsalter betrug 33 Jahre. Auf 100 Frauen im Alter von 18 Jahren oder darüber kamen 93,6 Männer.
Das jährliche Durchschnittseinkommen eines Haushalts (Median) betrug 50.579 USD, das jährliche Durchschnittseinkommen einer Familie 60.608 $. Männer hatten ein durchschnittliches Einkommen von 40.934 $, Frauen 30.100 $. Das Prokopfeinkommen betrug 27.352 $. 9,2 Prozent der Bevölkerung und 6,6 Prozent der Familien lebten unterhalb der Armutsgrenze. 11,5 Prozent von ihnen sind Kinder und Jugendliche unter 18 Jahre und 9,3 Prozent sind 65 Jahre oder älter.